# Seidou Nji Mouluh
Seidou Nji Mouluh (12 de julio de 1993) es un deportista camerunés que compite en judo. Ganó una medalla de bronce en los Juegos Panafricanos de 2015, y cinco medallas de bronce en el Campeonato Africano de Judo entre los años 2015 y 2022.

## Palmarés internacional
| Juegos Panafricanos | Juegos Panafricanos               | Juegos Panafricanos | Juegos Panafricanos |
| Año                 | Lugar                             | Medalla             | Categoría           |
| ------------------- | --------------------------------- | ------------------- | ------------------- |
| 2015                | Brazzaville (República del Congo) | Medalla de bronce   | –100 kg             |
| Campeonato Africano |                                   |                     |                     |
| Año                 | Lugar                             | Medalla             | Categoría           |
| 2015                | Libreville (Gabón)                | Medalla de bronce   | –100 kg             |
| 2016                | Túnez (Túnez)                     | Medalla de bronce   | –100 kg             |
| 2016                | Túnez (Túnez)                     | Medalla de bronce   | Abierta             |
| 2019                | Ciudad del Cabo (Sudáfrica)       | Medalla de bronce   | –100 kg             |
| 2022                | Orán (Argelia)                    | Medalla de bronce   | –100 kg             |